# 胡錦
胡錦（1947年3月28日—），台灣電影演員、電視製作人，出演李翰祥系列风月片，《風流韻事》、《捉奸趣事》、《金瓶雙艷》、《軍閥趣史》等百餘電影。

## 生平
胡錦生於中華民國江西省，自小跟母親馬莉珠學京戲，演過電視劇及電視平劇等。中國文化大學家政系肄業後，1969年，被李翰祥導演引導投入電影，在邵氏兄弟10多年，拍攝有過百部邵氏電影。 
1974年，胡錦以電影《雪花片片》（Falling Snowflakes）榮獲第二十屆亞洲影展演技優異女主角獎。胡錦參加過不少大型舞台劇，例如《遊園驚夢》、《蝴蝶夢》和音樂劇《梁祝40》。 
1990年，胡錦轉職幕後，擔任電視製作人，製作《芙蓉鎮》、《愛在他鄉》、《紙婚》等膾炙人心的連續劇。胡錦的胞弟胡鈞、胡銘亦為演員。

## 近況
胡錦旅居美國舊金山，其夫婿是前臺灣電視公司副總經理、1980年代台視新聞主播顧安生。1999年發現得患乳癌，成為美國防癌協會義工；同期，策劃紐約、舊金山、洛杉磯等地之跨世紀慈善晚會。
在2001年至2003年期間，與凌波舉行多場「梁祝」音樂演唱會。2005年7月22日，於台灣北中南開始舉行「梁祝」音樂劇及黃梅調精選演唱會。
2011年7月底，於台北國父紀念館參與白先勇短篇小說所改編的舞臺劇《遊園驚夢》演出，飾演「天辣椒」蔣碧月。
2016年，她再度患上乳癌，但積極面對，現已病癒。

## 作品
電影參演
- 《大軍閥》(1972年)
- 《風流韻事》(1973年)
- 《七十二家房客》(1973年)
- 《雪花片片》(1974年)
- 《聲色犬馬》(1974年)
- 《金瓶雙艷》飾潘金蓮(1974年)
- 《煙雨》(1975年)
- 《捉姦趣事》(1975年)
- 《紅孩兒》（1975年）
- 《拈花惹草》(1976年)
- 《金玉良缘红楼梦》飾王熙凤(1977年)
- 《鬼叫春》(1979年)
- 《軍閥趣史》(1979年)

電視劇參演
- 台灣電視公司1981年連續劇《金石情》飾段天琦
- 台灣電視公司1982年單元劇《大鄉野》
- 台灣電視公司1983年連續劇《比翼雙雙飛》飾錢艷芬
- 中華電視台1984年金玉劇坊《閻惜姣》飾閻惜姣
- 中華電視台1984年金玉劇坊《西太后與珍妃》飾 西太后
- 中國電視公司1984年連續劇《鹿鼎記》飾毛東珠、太后
- 中國電視公司1985年連續劇《牽情》飾林琳
- 中國電視公司1986年連續劇《揚子江風雲》飾卓寡婦
- 中國電視公司1987年連續劇《珍珠傳奇》飾楊貴妃
- 中國電視公司1987年連續劇《靈山神箭》飾丁羞花
- 中國電視公司1987年連續劇《長江一號》飾卓秀珍
- 中國電視公司1992年連續劇《財神爺報到》飾精靈王
- 中國電視公司1994年連續劇《楊乃武與小白菜》飾粉菊花
- 中華電視公司1994年連續劇《七俠五義》飾媒婆

製作
- 台灣電視公司1989年連續劇《芙蓉鎮》
- 台灣電視公司1990年連續劇《龍城風雲》
- 台灣電視公司1991年連續劇《歡樂英雄》
- 台灣電視公司1992年《台視劇場》作家系列《那串響亮的日子》
- 台灣電視公司1994年連續劇《歲月的眼睛》
- 中國電視公司1995年連續劇《愛在他鄉》

## 獎項

### 亞洲影展
| 年代   | 頒獎典禮       | 獎項                 | 作品         | 結果 |
| ------ | -------------- | -------------------- | ------------ | ---- |
| 1974年 | 第20屆亞洲影展 | 「演技優異女主角獎」 | 《雪花片片》 | 獲獎 |
| 1976年 | 第22屆亞洲影展 | 「最受歡迎女演員獎」 |              | 獲獎 |

## 外部連結
- 胡錦在互联网电影资料库（IMDb）上的資料（英文）（英文）
- 在AllMovie上胡錦的頁面（英文）
- 胡錦在香港影庫上的簡介
- 胡錦在豆瓣上的资料（简体中文）
- 胡錦在时光网上的簡介（简体中文）